# Aire urbaine de Poitiers
L'aire urbaine de Poitiers est une aire urbaine française centrée sur l'unité urbaine de Poitiers. Elle est composée de 103 communes, toutes situées dans la Vienne.
En 2020, l'Insee définit un nouveau zonage d'étude : les aires d'attraction des villes. L'aire d'attraction de Poitiers remplace désormais son aire urbaine, avec un périmètre différent comportant désormais 97 communes.

## Caractéristiques en 1999
D'après la définition qu'en donnait l'INSEE, l'aire urbaine de Poitiers était composée de 83 communes, situées dans la Vienne. Ses 209 218 habitants font d'elle la 42e aire urbaine de France.
8 communes de l'aire urbaine sont des pôles urbains.
Le tableau suivant détaille la répartition de l'aire urbaine sur le département (les pourcentages s'entendent en proportion du département) :
| Département | Communes | Communes (%) | Superficie (km²) | Superficie (%) | Population (1999) | Population (%) |
| ----------- | -------- | ------------ | ---------------- | -------------- | ----------------- | -------------- |
| Vienne      | 83       | 29,5         | 1 743,30         | 24,9           | 209 218           | 52,4           |